# Terreur sur la ville
Série
The Town That Dreaded Sundown
(2014)
Pour plus de détails, voir Fiche technique et Distribution.
Terreur sur la ville (The Town That Dreaded Sundown) est un film d'horreur réalisé par Charles B. Pierce et sorti en 1976. Terreur sur la ville est inspiré d'une histoire vraie s'étant déroulée à Texarkana, une petite banlieue du Texas.

## Synopsis
En 1946, un assassin, surnommé le « tueur fantôme », s'en est pris à plusieurs résidents de la ville. Pendant plusieurs mois, le mystérieux tueur a semé la terreur dans cette paisible communauté.

## Fiche technique
- Titre français : Terreur sur la ville[1]
- Titre original : The Town That Dreaded Sundown
- Réalisation : Charles B. Pierce [2]
- Producteur :
- Producteur exécutif :
- Superviseur de la production :
- Producteur associé :
- Coordinateur de production :
- Musique : Jaime Mendosa-Nava
- Société de production : Charles B. Pierce Film Productions, Inc.
- Société de distribution : American International Pictures
- Langue : anglais
- Durée : 90 minutes
- Date de sortie : 
  - États-Unis : 24 décembre 1976
- Interdit aux moins de 12 ans

## Distribution
- Ben Johnson : Captain J.D. Morales
- Andrew Prine : Deputy Norman Ramsey
- Dawn Wells : Helen Reed
- Bud Davis : the Phantom
- Mike Hackworth : Sammy Fuller
- Christine Ellsworth : Linda Mae Jenkins
- Steve Lyons : Roy Allen
- Cindy Butler : Peggy Loomis
- Joe Catalanatto : Eddie LaDoux